# Damián Mateu
Damián Mateu Bisa (Llinás del Vallés, 18 de octubre de 1864-Barcelona, 7 de diciembre de 1935) fue un empresario y político español. Fue uno de los fundadores de la famosa marca de automóviles Hispano-Suiza, y era el padre de Miguel Mateu y Pla, quien fue alcalde de Barcelona entre 1939 y 1945.

## Biografía
Nacido en la localidad barcelonesa de Llinás del Vallés, era el cuarto de cinco hermanos. Sus padres eran Miguel Mateu Farralt y Ángela Bisa Brillas. Su padre, quien falleció en 1877, era el dueño de la empresa Miguel Mateu, S. A. y había conseguido tener una buena posición económica mediante el comercio con hierro al que se dedicaba. Damián Mateu estudió derecho civil y canónico, y se licenció en la Universidad de Barcelona para ejercer la abogacía, lo que al final no hizo debido al prematuro fallecimiento de su hermano mayor, quien iba a dirigir la empresa familiar. Bajo el mando de Damián Mateu, su empresa de hierros, renombrada como Hijo de Miguel Mateu, llegó a ser una importante compañía en el ámbito nacional español. En 1890, Mateu se casó con Mercedes Pla y Deniel —hermana del cardenal Enrique Pla y Deniel—, con quien tuvo seis hijos; el menor y único varón fue Miguel Mateu y Pla.

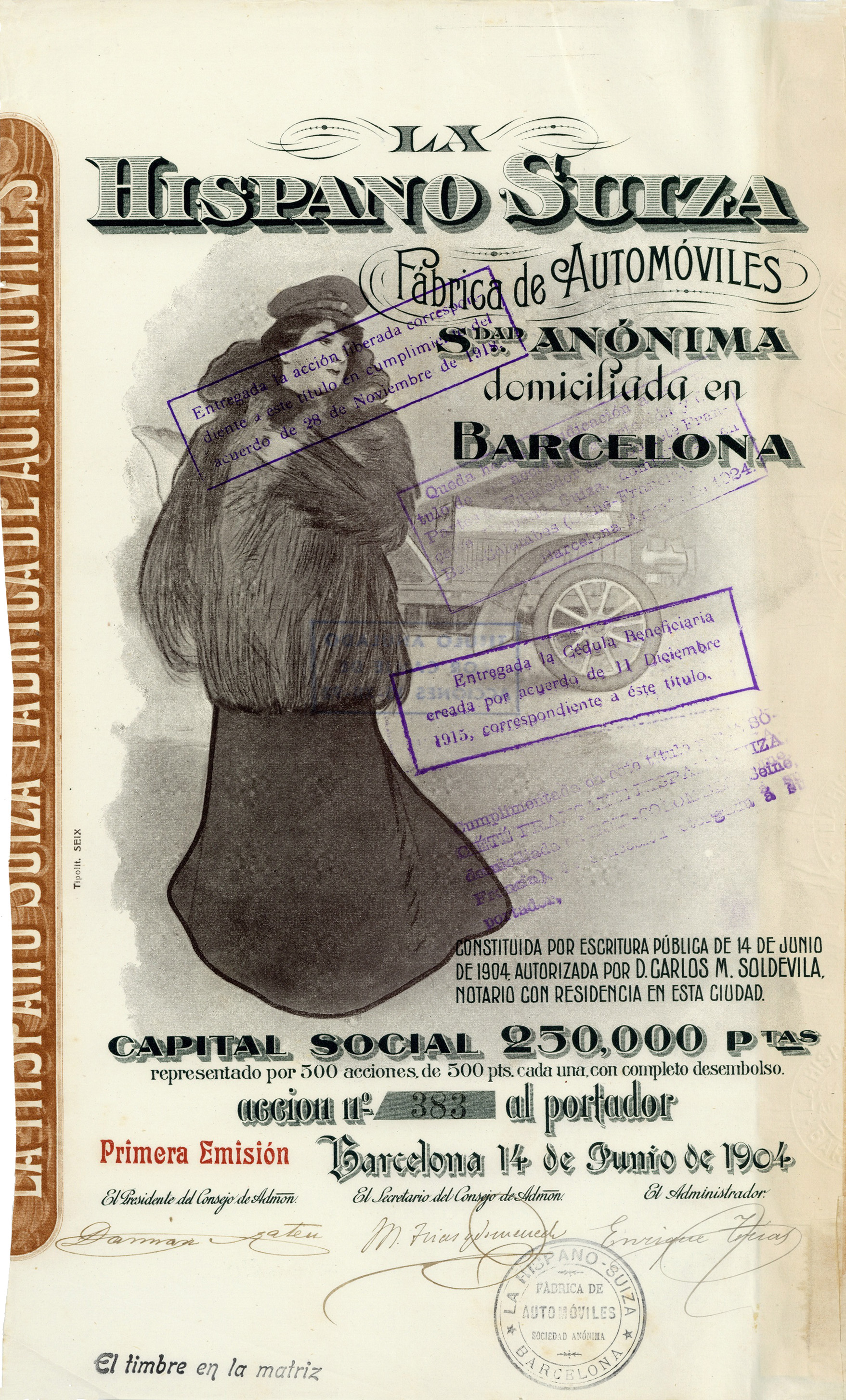
Acción de fundación de La Hispano Suiza Fábrica de Automóviles por 500 pesetas, emitida en Barcelona el 14 de junio de 1904, firmada en original por Damián Mateu.

En 1900 constituyó una empresa industrial llamada Altos Hornos y Herrerías de Nuestra Señora del Carmen S.A. en Barcelona, pero esta sociedad acabó presentando suspensión de pagos en enero de 1904. Sin embargo, unos meses después, el 14 de junio de ese mismo año fundó, con Francisco Seix y Marc Birkigt, la exitosa marca de automóviles de lujo Hispano-Suiza; Damián Mateu fue el presidente y financiero de la empresa. Mateu, curiosamente, a pesar de presidir durante tres decenios una empresa automovilística, nunca quiso conducir un automóvil y nunca obtuvo el carnet de conducir.
Entre 1917 y 1923, Mateu presidió una compañía denominada La Hispano, Fábrica Nacional de Automóviles y Material de Guerra S.A. —situada en Guadalajara, y cuya creación impulsó él mismo—, que acabó siendo absorbida en ese mismo 1923 por la empresa matriz catalana y fue convertida en una filial.
Fue vicepresidente del Banco Urquijo Catalán, una empresa en la que también había participado activamente en su creación, además de tomar parte en la creación de Fuerzas Hidroeléctricas de Andorra, S.A. Mateu fue asimismo consejero de la compañía de seguros Hispania, de la sociedad La Maquinista Terrestre y Marítima y de la Cámara de Comercio.
Políticamente, fue miembro de la Federación Monárquica Autonomista, ideológicamente próximo a la Liga Regionalista, y algunas veces hizo de intermediario oficioso entre ésta y el rey Alfonso XIII. Damián Mateu era profundamente monárquico, y mantuvo buenas relaciones con Alfonso XIII —quien le llegó a ofrecer un título nobiliario, pero Mateu lo rechazó—.
Durante los años 1920 actuó en el Diario de Barcelona como presidente del Consejo de Administración, y en 1931 fue editor del Diario del Mediodía. En 1935 se distanció ideológicamente de la Liga Regionalista y pasó a la Derecha de Cataluña. Murió en diciembre de ese mismo año a causa de una enfermedad. Su hijo Miguel le sucedió como presidente de Hispano-Suiza, quien tras la guerra civil se convirtió en alcalde de Barcelona.

## Patrimonio
Damián Mateu llegó a adquirir las siguientes propiedades inmobiliarias: la Casa Comalat en la Diagonal de Barcelona, el Mas Rossell, una torre modernista llamada torre Mateu —también conocida como La Miranda— en su pueblo natal, y asimismo era poseedor de una masía en el Montseny.

## Galardones
En 2021, la FIVA (Federación Internacional de Vehículos Antiguos) incluyó a Damián Mateu en su Salón de la Fama con sus 14 primeros héroes de la historia del automovilismo.